# Волтерсдорф (Вендланд)
Волтерсдорф (њем. Woltersdorf) општина је у њемачкој савезној држави Доња Саксонија. Једно је од 27 општинских средишта округа Лихов-Даненберг. Према процјени из 2010. у општини је живјело 1.000 становника. Посједује регионалну шифру (AGS) 3354025.

## Географски и демографски подаци
Волтерсдорф се налази у савезној држави Доња Саксонија у округу Лихов-Даненберг. Општина се налази на надморској висини од 31 метра. Површина општине износи 28,0 km². У самом мјесту је, према процјени из 2010. године, живјело 1.000 становника. Просјечна густина становништва износи 36 становника/km².